# Дискография Азилии Бэнкс
Дискография американской хип-хоп-исполнительницы Азилии Бэнкс включает в себя один студийный альбом, два мини-альбома, два микстейпа и девятнадцать официальных синглов.
Свою карьеру Азилия начала в семнадцатилетнем возрасте, в ноябре 2008 года она подписала контракт с лейблом XL Recordings под псевдонимом Miss Bank$, однако вскоре покинула компанию из-за разногласий в видении её музыки. После расторжения контракта она решила вести карьеру под своим настоящим именем — Азилия Бэнкс (англ. Azealia Banks). В 2009 году начала размещать свои песни для бесплатной загрузки в интернете, среди них были и «Gimme a Chance» и «Seventeen».
В сентябре 2011 года вышел её дебютный самостоятельно изданный сингл «212». Песня стала чрезвычайна популярна, попав во многие европейские чарты, в Великобритании сингл получил платиновую сертификацию. Из-за успеха сингла Азилии предложили контракт с лейблами Interscope и Polydor на выпуск полноформатного студийного альбома. В мае 2012 года вышел мини-альбом 1991, который также собрал положительные отзывы от музыкальных критиков.
В июле того же года в свет выходит микстейп Fantasea, записанный без участия лейбла. Так и не выпустив альбом, Бэнкс разрывает контракт с Interscope и Polydor, новым её лейблом стал Prospect Park. В ноябре 2014 года после нескольких переносов вышел долгожданный дебютный альбом Broke with Expensive Taste. Пластинка получила положительные отзывы критиков, а также поднялась до тридцатой строчки альбомного чарта Billboard 200. В поддержку альбома было выпущено четыре сингла: «Yung Rapunxel», «Heavy Metal and Reflective» и «Chasing Time».
В марте 2016 года Бэнкс выпустила второй микстейп Slay-Z. На альбоме присутствуют работы с такими исполнителями как Рик Росс и Nina Sky. В поддержку альбома в феврале был выпущен сингл «The Big Big Beat», в переиздание был включён промосингл «Crown».
С 2017 года певица работает над продолжением микстейпа Fantasea — вторым студийным альбомом Fantasea II: The Second Wave, дата релиза которого переносилась уже неоднократно. С альбома было выпущено три сингла, в частности «Anna Wintour», который собрал положительные отзывы критиков, хотя и не проявил себя в чартах.
В 2018 году вышел рождественский мини-альбом Icy Colors Change. В конце мая 2019 года, по словам Азилии, выйдет еще один студийный альбом — Business & Pleasure.

## Альбомы

### Студийные альбомы
| Название                                                                           | Детали                                                                                                | Наивысшая позиция в чарте | Наивысшая позиция в чарте | Наивысшая позиция в чарте | Наивысшая позиция в чарте | Наивысшая позиция в чарте | Наивысшая позиция в чарте | Наивысшая позиция в чарте | Наивысшая позиция в чарте | Наивысшая позиция в чарте | Наивысшая позиция в чарте | Продажи                  |
| Название                                                                           | Детали                                                                                                | US                        | US Indie                  | US R&B                    | US Rap                    | AUS                       | AUS Urb.                  | IRE                       | SCO                       | UK                        | UK R&B                    | Продажи                  |
| ---------------------------------------------------------------------------------- | --- | ------------------------- | ------------------------- | ------------------------- | ------------------------- | ------------------------- | ------------------------- | ------------------------- | ------------------------- | ------------------------- | ------------------------- | ------------------------ |
| Broke with Expensive Taste                                                         | - Выпущен: 6 ноября 2014 - Лейбл: Prospect Park - Форматы: CD, цифровая загрузка, виниловая пластинка | 30                        | 2                         | 3                         | 2                         | 49                        | 2                         | 79                        | 58                        | 62                        | 6                         | - US: 31,000 - UK: 1,751 |
| Символ «—» означает, что альбом не попал в чарт или не выпускался в данной стране. | |                           |                           |                           |                           |                           |                           |                           |                           |                           |                           |                          |

### Микстейпы
| Название | Детали                                                                            |
| -------- | --------------------------------------------------------------------------------- |
| Fantasea | - Выпущен: 11 июля 2012 - Лейбл: Независимое издание - Формат: Цифровая загрузка  |
| Slay-Z   | - Выпущен: 24 марта 2016 - Лейбл: Независимое издание - Формат: Цифровая загрузка |

### Мини-альбомы
| Название                                                                           | Детали                                                                                                   | Наивысшая позиция в чартах | Наивысшая позиция в чартах | Наивысшая позиция в чартах | Наивысшая позиция в чартах | Наивысшая позиция в чартах | Наивысшая позиция в чартах | Наивысшая позиция в чартах | Наивысшая позиция в чартах | Наивысшая позиция в чартах | Наивысшая позиция в чартах | Продажи      | Сертификации |
| Название                                                                           | Детали                                                                                                   | US                         | US Heat                    | US R&B                     | US Rap                     | AUS                        | AUS Urb.                   | IRE                        | SCO                        | UK                         | UK R&B                     | Продажи      | Сертификации |
| ---------------------------------------------------------------------------------- | --- | -------------------------- | -------------------------- | -------------------------- | -------------------------- | -------------------------- | -------------------------- | -------------------------- | -------------------------- | -------------------------- | -------------------------- | ------------ | ------------ |
| 1991                                                                               | - Выпущен: 28 мая 2012 - Лейбл: Interscope, Polydor - Формат: CD, цифровая загрузка, виниловая пластинка | 133                        | 1                          | 17                         | 12                         | 63                         | 10                         | 97                         | 96                         | 79                         | 19                         | - US: 35,000 | - ARIA: Gold |
| Icy Colors Change                                                                  | - Выпущен: 20 декабря 2018 - Лейбл: eOne Music - Формат: CD, цифровая загрузка, виниловая пластинка      | —                          | —                          | —                          | —                          | —                          | —                          | —                          | —                          | —                          | —                          |              |              |
| Символ «—» означает, что альбом не попал в чарт или не выпускался в данной стране. | |                            |                            |                            |                            |                            |                            |                            |                            |                            |                            |              |              |

## Синглы

### Как главный артист
| Название                                                                          | Год  | Наивысшая позиция в чартах | Наивысшая позиция в чартах | Наивысшая позиция в чартах | Наивысшая позиция в чартах | Наивысшая позиция в чартах | Наивысшая позиция в чартах | Наивысшая позиция в чартах | Наивысшая позиция в чартах | Наивысшая позиция в чартах | Наивысшая позиция в чартах | Сертификации    | Альбом                       |
| Название                                                                          | Год  | US Dance                   | US Elec.                   | AUS                        | AUS Urb.                   | BEL (FL)                   | IRE                        | JPN                        | NL                         | UK                         | UK R&B                     | Сертификации    | Альбом                       |
| --------------------------------------------------------------------------------- | ---- | -------------------------- | -------------------------- | -------------------------- | -------------------------- | -------------------------- | -------------------------- | -------------------------- | -------------------------- | -------------------------- | -------------------------- | --------------- | ---------------------------- |
| «212» (при участии Lazy Jay)                                                      | 2011 | —                          | —                          | 68                         | 20                         | 17                         | 7                          | —                          | 14                         | 12                         | 3                          | - BPI: Platinum | 1991                         |
| «Liquorice»                                                                       | 2012 | —                          | —                          | —                          | —                          | —                          | —                          | —                          | —                          | —                          | —                          |                 | 1991                         |
| «Yung Rapunxel»                                                                   | 2013 | —                          | —                          | —                          | 25                         | —                          | —                          | —                          | —                          | 152                        | 30                         |                 | Broke with Expensive Taste   |
| «Heavy Metal and Reflective»                                                      | 2014 | —                          | —                          | —                          | —                          | —                          | —                          | —                          | —                          | —                          | —                          |                 | Broke with Expensive Taste   |
| «Chasing Time»                                                                    | 2014 | 12                         | —                          | —                          | —                          | —                          | —                          | 48                         | —                          | —                          | —                          |                 | Broke with Expensive Taste   |
| «Ice Princess»                                                                    | 2015 | —                          | —                          | —                          | —                          | —                          | —                          | —                          | —                          | —                          | —                          |                 | Broke with Expensive Taste   |
| «The Big Big Beat»                                                                | 2016 | —                          | —                          | —                          | —                          | —                          | —                          | —                          | —                          | —                          | —                          |                 | Slay-Z                       |
| «Chi Chi»                                                                         | 2017 | —                          | —                          | —                          | —                          | —                          | —                          | —                          | —                          | —                          | —                          |                 | Business & Pleasures         |
| «Escapades»                                                                       | 2017 | —                          | —                          | —                          | —                          | —                          | —                          | —                          | —                          | —                          | —                          |                 | Fantasea II: The Second Wave |
| «Anna Wintour»                                                                    | 2018 | —                          | 24                         | —                          | —                          | —                          | —                          | —                          | —                          | —                          | —                          |                 | Fantasea II: The Second Wave |
| «Treasure Island»                                                                 | 2018 | —                          | —                          | —                          | —                          | —                          | —                          | —                          | —                          | —                          | —                          |                 | Fantasea II: The Second Wave |
| «Pyrex Princess»                                                                  | 2018 | —                          | —                          | —                          | —                          | —                          | —                          | —                          | —                          | —                          | —                          |                 | Business & Pleasures         |
| Символ «—» означает, что сингл не попал в чарт или не выпускался в данной стране. |      |                            |                            |                            |                            |                            |                            |                            |                            |                            |                            |                 |                              |

### Как приглашённый артист
| Название                                                                      | Год  | Альбом            |
| ----------------------------------------------------------------------------- | ---- | ----------------- |
| «Control It» (Shystie при участии Азилии Бэнкс)                               | 2012 | Gold Dust: Vol. 2 |
| «Blown Away» (GypjaQ при участии Азилии Бэнкс)                                | 2015 | без альбома       |
| «I’m That…» (Remix) (R. City при участии Beenie Man и Азилии Бэнкс)           | 2015 | без альбома       |
| «Trap Queen» (Remix) (Fetty Wap при участии Quavo, Gucci Mane и Азилии Бэнкс) | 2015 | без альбома       |
| «Wut U Do» (Newbody при участии Азилии Бэнкс)                                 | 2019 | Corporate Rave    |

### Промосинглы
| Название                                                                          | Год  | Наивысшая позиция в чартах | Наивысшая позиция в чартах | Наивысшая позиция в чартах | Наивысшая позиция в чартах | Альбом                     |
| Название                                                                          | Год  | BEL (FL) Tip               | BEL (FL) Urb.              | UK                         | UK R&B                     | Альбом                     |
| --------------------------------------------------------------------------------- | ---- | -------------------------- | -------------------------- | -------------------------- | -------------------------- | -------------------------- |
| «BBD»                                                                             | 2013 | —                          | —                          | —                          | —                          | Broke with Expensive Taste |
| «ATM Jam» (при участии Фаррелла Уильямса)                                         | 2013 | 55                         | 37                         | 169                        | 39                         | без альбома                |
| «Crown»                                                                           | 2017 | —                          | —                          | —                          | —                          | Slay-Z                     |
| Символ «—» означает, что сингл не попал в чарт или не выпускался в данной стране. |      |                            |                            |                            |                            |                            |